# Das Reich (periódico)
Das Reich (El Imperio) fue un semanario nazi editado en Berlín entre 1940 y 1945 por el ministro de propaganda del Reich, Joseph Goebbels. Se trataba de una publicación diseñada especialmente para su distribución en el extranjero.

## Historia
Este semanario político y cultural fue fundado el 26 de mayo de 1940 por Rolf Rienhardt, Rudolf Sparing y Max Amann. Contaba con un enfoque especial hacia los extranjeros e intelectuales alemanes y su fue "Deutsche Wochenzeitung" (Semanario Alemán). Era elaborado en los talleres de la Deutscher Verlag (Empresa de Prensa alemana). El autor principal de los artículos fue el mismo Dr. Goebbels, Ministro de Propaganda y Educación del Reich, que contribuía al diario con un artículo propio cada semana. El periódico contenía numerosos nuevos artículos, ensayos sobre varios temas, reseñas de libros, y, por supuesto, el editorial escrito por Goebbels. Una parte del contenido llegó a estar escrito por autores extranjeros. A excepción del editorial semanal de Goebbels, Das Reich no llegó a mostrar el tono de otras publicaciones nazis.
Hasta el 31 de enero de 1943, su editor principal fue el Dr. Eugen Mündler, siguiéndole posteriormente el 14 de febrero de ese mismo año Rudolf Sparing, uno de los cofundadores del semanario. Los caricaturistas del semanario fueron Erich Ohser quien utilizó el seudónimo "E.O. Plauen", y Hans Erich Köhler. Este diario disfrutó de amplias informaciones y ciertas libertades de las que carecían los demás medios informativos de Alemania. 
A la combinación de la ideología Nacionalsocialista con las formas burguesas tradicionales se debió el éxito del semanario. La tirada en octubre de 1940 era de 500.000 ejemplares mensuales y en marzo de 1944 era de 1.4 millones. La penúltima edición apareció el 15 de abril de 1945 y la última edición fue elaborada el 22 de abril pero nunca distribuida.